# Tour de France 1959
| 46. Tour de France 1959 – Endstand |                     |                           |
| Streckenlänge                      | 22 Etappen, 4358 km | 22 Etappen, 4358 km       |
| Toursieger                         | Federico Bahamontes | 123:46:45 h (35,208 km/h) |
| Zweiter                            | Henry Anglade       | + 4:01 min                |
| Dritter                            | Jacques Anquetil    | + 5:05 min                |
| Vierter                            | Roger Rivière       | + 5:17 min                |
| Fünfter                            | François Mahé       | + 8:22 min                |
| Sechster                           | Ercole Baldini      | + 10:18 min               |
| Siebenter                          | Jan Adriaensens     | + 10:18 min               |
| Achter                             | Jos Hoevenaers      | + 11:02 min               |
| Neunter                            | Girard Saint        | + 17:40 min               |
| Zehnter                            | Jean Brankart       | + 20:38 min               |
| Grünes Trikot                      | André Darrigade     | 613 P.                    |
| Zweiter                            | Gérard Saint        | 524 P.                    |
| Dritter                            | Jacques Anquetil    | 503 P.                    |
| Bergwertung                        | Federico Bahamontes | 73 P.                     |
| Zweiter                            | Charly Gaul         | 68 P.                     |
| Dritter                            | Gérard Saint        | 65 P.                     |
| Teamwertung                        | Belgien             | Belgien                   |

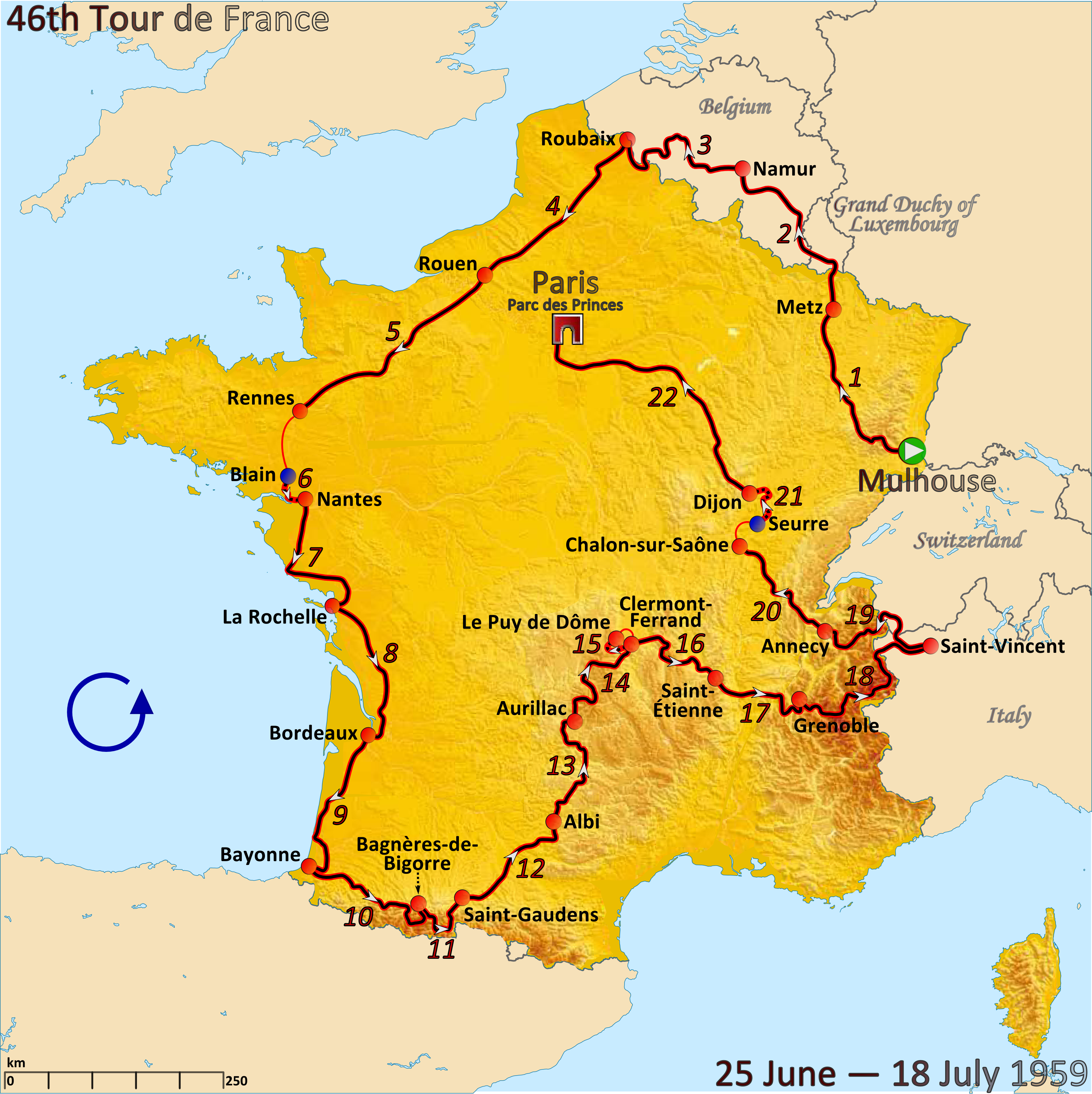
Karte der Tour de France 1959

Die 46. Tour de France fand vom 25. Juni bis 18. Juli 1959 statt und führte über 22 Etappen mit einer Gesamtstrecke von 4355 Kilometern. Es nahmen 120 Rennfahrer an der Rundfahrt teil, von denen 65 klassifiziert wurden.

## Rennverlauf
Das französische Nationalteam trat mit einer starken Mannschaft an und galt als haushoher Favorit: Jacques Anquetil, Roger Rivière, Louison Bobet und Raphaël Géminiani sollten den Sieg unter sich ausmachen. Doch die Rivalität innerhalb der französischen Mannschaft führte dazu, dass Federico Bahamontes für den ersten spanischen Toursieg sorgte.
Das Rennen um den Toursieg war lange Zeit offen, bis zur 16. Etappe lagen vier Fahrer innerhalb einer Minute. Auf der 17. Etappe nach Grenoble rissen Charly Gaul und Bahamontes aus und kamen mit über drei Minuten Vorsprung im Ziel an. Dort teilten sie sich den Lohn ihrer Arbeit: Gaul wurde Etappensieger, Bahamontes holte sich das Gelbe Trikot, das er bis Paris nicht mehr abgeben musste. Den Grundstein für seinen Toursieg hatte der Spanier aber schon beim Einzelzeitfahren auf den Puy de Dôme gelegt, wo er Gaul fast eineinhalb Minuten abnahm. Bahamontes gewann außerdem noch die Bergwertung.
Auch der für das Regionalteam „Centre-Midi“ startende Franzose Henry Anglade profitierte von der Rivalität in der französischen Nationalmannschaft und errang den zweiten Platz in der Gesamtwertung vor Anquetil. André Darrigade gewann zum vierten Mal in Folge die erste Etappe und sicherte sich am Ende der Tour nach einem weiteren Etappensieg das Grüne Trikot.
Louison Bobet, Sieger der Tour de France 1953, gab bei seiner letzten Teilnahme auf dem Dach der Tour auf, dem 2764 m hohen Col de l’Iseran; er war durch eine Krankheit geschwächt. Jean Robic, Toursieger von 1947, wurde in Chalon-sur-Saône aus dem Rennen genommen, nachdem er die Karenzzeit überschritten hatte.
Die deutschen Fahrer, die in einer gemeinsamen Mannschaft mit den Schweizern starteten, spielten keine Rolle im Rennen. Bester Deutscher wurde Lothar Friedrich auf dem 18. Rang. Im Vorfeld der Tour hatten Hennes Junkermann, Friedhelm Fischerkeller, Günther Debusmann und Hans Brinkmann ihre Teilnahme abgesagt.

## Die Etappen
| Etappen    | Start – Ziel                          | km         | Etappensieger       | Gelbes Trikot       |
| ---------- | ------------------------------------- | ---------- | ------------------- | ------------------- |
| 1. Etappe  | Mülhausen – Metz                      | 238        | André Darrigade     | André Darrigade     |
| 2. Etappe  | Metz – Namur (BEL)                    | 240        | Vito Favero         | André Darrigade     |
| 3. Etappe  | Namur (BEL) – Roubaix                 | 217        | Robert Cazala       | Robert Cazala       |
| 4. Etappe  | Roubaix – Rouen                       | 230        | Dino Bruni          | Robert Cazala       |
| 5. Etappe  | Rouen – Rennes                        | 286        | Jean Graczyk        | Robert Cazala       |
| 6. Etappe  | Blain – Nantes                        | 45,3 (EZF) | Roger Rivière       | Robert Cazala       |
| 7. Etappe  | Nantes – La Rochelle                  | 190        | Roger Hassenforder  | Robert Cazala       |
| 8. Etappe  | La Rochelle – Bordeaux                | 201        | Michel Dejouhannet  | Robert Cazala       |
| 9. Etappe  | Bordeaux – Bayonne                    | 207        | Marcel Queheille    | Eddy Pauwels        |
| 10. Etappe | Bayonne – Bagnères-de-Bigorre         | 235        | Marcel Janssens     | Michel Vermeulin    |
| 11. Etappe | Bagnères-de-Bigorre – Saint-Gaudens   | 119        | André Darrigade     | Michel Vermeulin    |
| 12. Etappe | Saint-Gaudens – Albi                  | 184        | Rolf Graf           | Michel Vermeulin    |
| 13. Etappe | Albi – Aurillac                       | 219        | Henry Anglade       | Jos Hoevenaers      |
| 14. Etappe | Aurillac – Clermont-Ferrand           | 231        | André Le Dissez     | Jos Hoevenaers      |
| 15. Etappe | Clermont-Ferrand – Puy de Dôme        | 12,5 (EZF) | Federico Bahamontes | Jos Hoevenaers      |
| 16. Etappe | Clermont-Ferrand – Saint-Étienne      | 210        | Dino Bruni          | Eddy Pauwels        |
| 17. Etappe | Saint-Étienne – Grenoble              | 197        | Charly Gaul         | Federico Bahamontes |
| 18. Etappe | Col du Lautaret – Saint-Vincent (ITA) | 243        | Ercole Baldini      | Federico Bahamontes |
| 19. Etappe | Saint-Vincent (ITA) – Annecy          | 251        | Rolf Graf           | Federico Bahamontes |
| 20. Etappe | Annecy – Chalon-sur-Saône             | 202        | Brian Robinson      | Federico Bahamontes |
| 21. Etappe | Seurre – Dijon                        | 69,2 (EZF) | Roger Rivière       | Federico Bahamontes |
| 22. Etappe | Dijon – Paris                         | 331        | Joseph Groussard    | Federico Bahamontes |